# Raionul Camenca
Raionul Camenca (în rusă Каменский район, în ucraineană Кам'янський район) este un fost raion din RASS Moldovenească și RSS Moldovenească, și unul din cele 5 raioane actuale constituente ale autoproclamatei „Republici Moldovenești Nistrene”. Reședința este orașul omonim Camenca. În prezent, de facto, nu face parte din organizarea administrativ-teritorială a Republicii Moldova, de jure este parte componentă a Unităților administrativ-teritoriale din stînga Nistrului.
Orașul Camenca este situat pe fluviul Nistru, fiind capitala celui mai nordic dintre fostele raioane din Stînga Nistrului.
Deși numărul de locuitori de origine moldovenească este aproximativ egal cu cel al ucrainenilor, doar circa 20% din școli sunt cu predare în limba română, conform autorităților transnistrene (2004).

## Populația
Regiunea este majoritar moldovenească/românească cu excepția părții sudice de la Valea Adâncă la Rașcov, unde este predominant populată de ucraineni.
Populația totală a raionului este conform recensământului din 2004, de circa 33.400 de locuitori din care 60,8% trăiesc în mediul rural în circa 21 de sate, iar 39,2% în mediul urban. În 1989 reședința avea o populație de 13.700 de locuitori. 
În 2004, sediul raionului avea 10.323 de locuitori, dintre care 51,2% moldoveni, 33,7% ucraineni, restul fiind ruși (12,6%) și polonezi.

### Structura etnică
| Grup etnic | Populație | % Procentaj |
| ---------- | --------- | ----------- |
| Moldoveni  | 13.048    | 47,82%      |
| Ucraineni  | 11.610    | 42,55%      |
| Ruși       | 1.880     | 6,89%       |
| Polonezi   | 447       | 1,64%       |
| Belaruși   | 85        | 0,31%       |
| Bulgari    | 59        | 0,22%       |
| Găgăuzi    | 43        | 0,16%       |
| Germani    | 26        | 0,10%       |
| Alții      | 86        |             |

## Diviziuni administrative
Oraș
- Camenca

Sate
- Caterinovca
- Crasnîi Octeabri
- Cuzmin
- Hristovaia
- Hrușca
- Ocnița
- Podoima
- Rașcov
- Rotari
- Severinovca
- Slobozia-Rașcov
- Valea Adîncă